# Johan
Johan er et drengenavn, der er den nordiske form af navnet Johannes . I 2019, var der ifølge Danmarks Statistik 7.374 danskere med fornavnet Johan og 12 der havde Johan som efternavn . 
En variant af navnet er Johann. Denne variant er ikke så udbredt, med 294 dansker navngivet sådan i 2019 . Navnet bruges også i sammensætninger med og uden bindestreg, for eksempel Karl-Johan eller Johan Frederik.

## Kendte personer med navnet
- Karl 14. Johan, svensk konge.
- Johan Ankerstjerne, dansk filmfotograf.
- Johan Samuel Augustin, dansk matematiker.
- Johann Sebastian Bach, tysk komponist.
- Johan Bartholdy, dansk komponist.
- Johan Cruyff, hollandsk fodboldspiller.
- Johan Christian Dahl, maler.
- Johan Elmander, svensk fodboldspiller.
- Johann Christian Gebauer, dansk komponist.
- Johann Wolfgang von Goethe, tysk digter.
- Johann Gutenberg, tysk opfinder af bogtrykkunsten.
- Johan Ludvig Heiberg, dansk dramatiker.
- Johan Jacobsen, dansk filminstruktør.
- Johan Martin Christian Lange, botaniker.
- Johan Museeuw, hollandsk cykelrytter.
- Johan Neeskens, hollandsk fodboldspiller.
- Johan Philipsen, dansk politiker og minister.
- Johan Rantzau, dansk (holstensk) krigsherre.
- Johan Ludvig Runeberg, Finlands nationaldigter.
- Johan Skjoldborg, dansk forfatter.
- Johan Svendsen, norsk komponist.
- Johann Strauss den ældre og Johann Strauss den yngre, østrigske komponister.
- Johan Clemens Tode, tysk/dansk digter og læge.
- Johan Otto von Spreckelsen, dansk arkitekt.
- Johan Herman Wessel, dansk-norsk digter.
- Carl-Johan Marhauer, dansk atlet og erhvervsmand

## Andre betydninger
- Karl Johan er navnet på en spiselig svamp. Den er opkaldt efter Karl 14. Johan.
- Karl Johans gate er navnet på en af de mest kendte gader i Oslo opkaldt efter Karl 3. Johan.
- Kong Johan - skuespil af Shakespeare